# Perdidos en la tribu
Tres familias, tres tribus primitivas y tres destinos desconocidos que se convertirán en la aventura de sus vidas. Este es el punto de partida de Perdidos en la tribu, un docu-reality de Cuatro. Un programa en el que tres familias españolas abandonarán su civilizada vida occidental para, sin saberlo, vivir en algunas de las tribus más antiguas del mundo. Allí deberán adaptarse a las primitivas formas de vida de sus anfitriones, desenvolverse en un entorno salvaje y convivir durante un tiempo con completos desconocidos.

## Presentadora
| Presentadora         | Ediciones | Ediciones | Ediciones |
| Presentadora         | 2009      | 2010      | 2012      |
| -------------------- | --------- | --------- | --------- |
| Nuria Roca           |           |           |           |
| Raquel Sánchez Silva |           |           |           |

## Perdidos en la tribu(2009)
En la primera temporada participaron la tribu himba de Namibia, los bosquimanos de África y los mentawai de las Islas Mentawai, los cuales convivieron con los Carrión Roldán, los Molina Herrera y los Recuero Oliva respectivamente. En esta última temporada todos fueron finalmente aceptados por las tribus. La estancia de las familias fue de 21 días.

### Las familias y las tribus

#### Familia Carrión-Roldán y losHimba
José y Montse es un matrimonio de Badalona. Ella es ama de casa y él trabaja como albañil. Aunque nadie lo diría, Marta y Laura, sus hijas, son mellizas. Laura es ordenada y responsable. Sin embargo, Marta personaliza el desorden en todas las facetas de su vida. Ambas están muy unidas y comparten una misma afición: arreglarse.
- José. Albañil: Tiene un carácter fuerte pero es el mimado de la casa. Sus hijas son su debilidad: les permite hacer casi todo lo que quieran. Aunque no lo sabe, este será su primer viaje al extranjero que hace con su familia al completo. Odia las serpientes.
- Montse. Ama de casa: De aspecto juvenil, viste y se arregla como sus hijas. Nunca ha viajado fuera de España. Esta es su oportunidad. Es algo desconfiada.
- Marta. 16 años. Estudiante 1.º Bachiller: Es muy deportista. Juega, junto a su hermana, al balonmano. Es la desordenada de la familia pero tiene un dulce sentido del humor. Cuida su imagen pero no se obsesiona con ella.
- Laura. 16 años. Estudiante 1.º Bachiller: Deportista, como su hermana, Laura cuida su imagen mucho más que Marta. No hay espejo que se le resista. Es tremendamente perfeccionista y muy sentimental.

Esta familia convivirá con los Himba que tienes costumbres muy peculiares. Las mujeres himba tienen completamente prohibido lavarse, desde que nacen hasta su muerte. Sin embargo, cuidan minuciosamente su cuerpo. Lo cubren de una grasa color rojizo que les protege del clima del desierto, impide que se quemen por el sol y mantiene su piel suave y sin imperfecciones. Los himba veneran el fuego, son polígamos y construyen sus casas con excremento de vaca. En el poblado, los escorpiones pueden convertirse en un invitado muy habitual.

#### Familia Molina-Herrera y losBosquimanos
José Manuel y Auda han formado una gran familia en Tenerife. Ivonne, la hija mayor, vive obsesionada con el color rosa. Su madre dice que es demasiado presumida. Kevin es un deportista con novia formal. Eric es el bromista de la casa mientras que Carla, la hija pequeña, con tan solo 11 años piensa más en fútbol que en muñecas.
- Ivonne. 20 años: Es la rebelde de la familia. Le gusta estar todo el día de fiesta y nunca perdona una siesta. Sus hermanos la llaman "Barbie" por su obsesión con el color rosa.
- Erik. 15 años. Estudiante 4.º ESO: Siempre bromista, Erik se enfrenta a cualquier situación con muy buen sentido del humor. Es algo despistado y admite no ser muy trabajador. No soporta el excesivo control materno.

Su tribu, los bosquimanos, viven en el desierto del Kalahari (Namibia) en condiciones climatológicas extremas. Es un pueblo monógamo y bastante igualitario, aunque las decisiones las toman siempre los hombres. Cazadores y recolectores, son cariñosos, dulces y suelen vivir en armonía. Los bosquimanos cazan con arcos, flechas envenenadas y trampas ancestrales. Son muy supersticiosos y creen que los espíritus son los causantes de las enfermedades. Su ropa está hecha de pieles secas que fabrican las mujeres. Antiguamente convivían con leones, por lo que alejarse del poblado era extremadamente peligroso. Hoy, serpientes letales y escorpiones abundan en el poblado. Las mujeres siempre quieren casarse con el mejor cazador, así se garantiza la supervivencia de la familia y la protección para la mujer y sus hijos.

#### Familia Recuero-Oliva y losMentawai
Una temprana maternidad y una separación algo difícil han hecho de Sonia una mujer de armas tomar. Luismi, su nuevo compañero sentimental, llegó a sus vidas hace 2 años y todavía sigue adaptándose a su carácter y su excesiva sinceridad. Jonathan y Ventura adoran a su madre y son conscientes de que aunque Luismi no es su verdadero padre, adora a Sonia y quiere que todos se conviertan en una familia ejemplar.
- Luismi. Empresario: Tiene mucha paciencia y se muestra sereno, frente al torbellino que son Sonia y sus hijos. Es cómplice de los hijos de Sonia en juegos y peleas, aunque siempre lleva las de perder y es consciente de no ser el padre biológico de los chicos. Le gustaría casarse con Sonia.
- Sonia. Ama de casa: Es una mujer impulsiva y extremadamente unida a sus hijos.Sonia es muy habladora, competitiva en el deporte y completamente enérgica. Su sueño sería casarse con Luismi, ya que no pudo hacerlo en el pasado.
- Jonathan. 16 años. Estudiante 4.º ESO: Es un gran deportista y aventurero. No tiene miedo a ningún tipo de animales. Competitivo en las pruebas físicas, es un gran protector de su hermano. Tiene mucha picardía, aunque es difícil cuantificar si más que Ventura.
- Ventura. 13 años. Estudiante 2.º ESO: No tiene sentido del ridículo ni le importan las consecuencias de lo que dice. Es algo despreocupado en los estudios, muy espontáneo y realmente expresivo. De aspecto duro, en el fondo es todo un sentimental. Le gustan los animales y no soporta verles sufrir.

Convivirán con los mentawai constituyen una de las tribus más fascinantes del mundo. Viven en la profundidad de la jungla indonesa de la isla de Siberut. Mantienen costumbres ancestrales y viven en clanes en torno a una casa alargada llamada Uma. También se les conoce como los hombres flores por los coloreados adornos que utilizan. Se alimentan de sagu, un árbol muy abundante en su zona, cazan y pescan. Aunque uno de sus manjares son las larvas vivas. Los hechiceros ("chamanes") tienen un importante peso en esta sociedad. Están en contacto con los espíritus y cuentan con extensísimos conocimientos sobre plantas medicinales para curar a los heridos. Fuman constantemente tabaco salvaje.

### Tabla de resultados
| Familia                | Residencia | Tribu       | Localización | Decisión final | Premio   |
| ---------------------- | ---------- | ----------- | ------------ | -------------- | -------- |
| Familia Carrión-Roldán | Badalona   | Himba       | Namibia      | Aceptados      | 50.000 € |
| Familia Molina-Herrera | Tenerife   | Bosquimanos | Kalahari     | Aceptados      | 50.000 € |
| Familia Recuero-Oliva  | Toledo     | Mentawai    | Indonesia    | Aceptados      | 50.000 € |

### Audiencias
| Fecha      | Características del Programa | Espectadores | Share |
| ---------- | ---------------------------- | ------------ | ----- |
| 03/05/2009 | Programa 1                   | 2 273 000    | 13,3% |
| 10/05/2009 | Programa 2                   | 2 421 000    | 13,3% |
| 17/05/2009 | Programa 3                   | 2 250 000    | 13,4% |
| 24/05/2009 | Programa 4                   | 2 280 000    | 13,7% |
| 31/05/2009 | Programa 5                   | 2 303 000    | 14,4% |
| 07/06/2009 | Programa 6                   | 2 236 000    | 14,5% |
| 14/06/2009 | Programa 7                   | 2 193 000    | 13,7% |
| 21/06/2009 | Programa 8                   | 1 888 000    | 12,7% |
| 28/06/2009 | Programa 9                   | 1 788 000    | 12,2% |
| 05/07/2009 | Decisión Final / Programa 10 | 1 914 000    | 14,0% |

- Presentadora: Nuria Roca

## Perdidos en la tribu(2010)
En la segunda temporada aparece la tribu de los Hamer de Etiopía, los Kamoro de Indonesia y los Nakulamené de Vanuatu, los cuales tienen que convivir un mes con los Rovira Mezcua, Segura-Romero y Moreno-Noguera respectivamente. Como en la anterior temporada, en esta las tres familias también son finalmente aceptadas. La estancia de las familias fue de 30 días.

### Las familias y las tribus

#### Familia Segura-Romero y losKamoro
Ana Mari y Rafael viven en Málaga. Ella es ama de casa y él militar en la reserva. A pesar del amor que se profesan siempre hay problemas de convivencia que esperan poder suavizar. La hija, Mila, tiene 17 años y apenas tiene relación con su hermano. Cada uno parece hacer su vida sin tener en cuenta en absoluto lo que el otro pueda o no pensar. Por su parte, Rafael, el padre, es un hombre tan tranquilo que su carácter choca constantemente con el de Ana Mari, mujer de armas tomar que roza la hiperactividad y que resulta, para el resto de su familia, divertida y agotadora a partes iguales.
- Ana Mari. Ama de casa. Inquieta, activa y enormemente nerviosa, Ana Mari adora el deporte y juega al tenis prácticamente todos los días. La tranquilidad de su marido a veces le saca de sus casillas y con su hijo mantiene una difícil relación. Suele llevar la iniciativa en todo y aunque suele escuchar los consejos ajenos, casi nunca los lleva a la práctica.
- Rafael. Militar en la reserva. Extremadamente tranquilo, Rafael se confiesa un poco vago, al menos en casa. Mantiene constantes discusiones con su mujer porque dice agotarle en ocasiones su hiperactividad. Tiene un profundo respeto a las alturas, le asusta la oscuridad y adora a la mascota familiar, una preciosa perra.
- Rafa(†). Oposita a bombero. Es el más independiente de la familia. Pasa poco tiempo en casa, no se lleva demasiado bien con su madre y cree que su hermana vive en una constante edad del pavo. Es muy deportista e intentará demostrar sus buenas dotes físicas cuando llegue a la tribu.
- Mila. Estudiante de 4.º de la ESO. Aunque este año ha mejorado, nunca se le dieron muy bien los estudios. Vive sus 17 años con la vitalidad de la juventud y pasa mucho tiempo con su novio. A su hermano apenas le ve en todo el día. Está muy unida a su madre y ambas suelen jugar juntas al tenis, deporte que las dos adoran practicar.

El pueblo Kamoro, vive al sur de Irian Jaya, provincia indonesia de la isla de Papúa. tierra regida por las mareas, tanto que cuando salen a cazar, en muchas ocasiones tienen que pasar días enteros en medio de la jungla porque las mareas no les permiten regresar a su poblado, se les consideran grandes guerreros, hábiles cazadores y buenos escultores.

#### Familia Rovira-Mezcua y losHamer
En esta familia valenciana, hay una oveja negra y se llama David. Con su madre, Candelaria, discute constantemente, su hermana Raquel dice que su independencia es exagerada y su padre Salvador le intenta mantener lo más atado posible porque también él ha sido algo "calavera" en su juventud y teme que su hijo se meta en un lío. Su único cómplice es Raúl,el hermano pequeño, pero también él cree que David va demasiado a lo suyo. Para los Rovira-Mezcua, 'Perdidos en la tribu' es la oportunidad perfecta para que la oveja descarriada vuelva al rebaño y para que la familia regrese más unida y feliz que nunca.
- Salvador. Repartidor de pollos. Sociable y extrovertido, a Salvador le gusta la fiesta. Es un hombre muy sensible e incluso se admite algo llorón. Fuma mucho, discute constantemente con su hijo David porque sale demasiado y es un maniático del orden.
- Candelaria. Educadora infantil. Candelaria adora a los niños y trabaja en el comedor de un colegio. Le encanta el teatro y por eso siempre está preparando actividades con su hija que tengan relación con las artes. Nunca ha salido de España y teme a todo lo desconocido.
- Raquel. Estudiante universitaria. Al igual que sus hermanos, es una gran deportista, y todos pertenecen a un club de natación. Imaginativa y creativa, Raquel es alegre y algo alocada, y considera que a veces tiene algo de "mala leche". Le encanta bailar y lo que más va a echar de menos cuando esté en la tribu será a su novio.
- David. Se prepara para entrar en la policía. Es el hijo rebelde de los Rovira-Mezcua. Discute constantemente con su madre y con su hermana y se define a sí mismo como la oveja negra de la familia. Dejó de estudiar hace un tiempo y ahora quiere entrar en el ejército. No puede vivir sin el deporte.
- Raúl. Estudiante 4.º ESO. Es el más serio de la familia. Admira mucho a su hermano David aunque reconoce que es demasiado independiente. Es algo tímido y, al igual que sus hermanos, pertenece también a un club de natación.

Los Hamer viven en una apartada región al sur de Etiopía a y son considerados como uno de los pueblos más tradicionales de su país. Cuando a un niño le duele el estómago, esta tribu mata a una cabra y le coloca los intestinos en la cara para que sane pronto. Una de sus más destacados rituales tiene lugar en el paso de la juventud a la madurez. Para convertirse en hombre, el niño ha de saltar desnudo por encima de una larga fila de vacas, mientras los miembros femeninos de su familia reciben latigazos como símbolo de orgullo y devoción. Cuantas más cicatrices tenga una mujer hamer como consecuencia de este rito, más respetada será. Una de las señas de identidad de este pueblo es el pelo de las mujeres: lo pintan de color rojizo con una mezcla de ocre y grasa animal. En cuanto a su gastronomía, no es extraño verles tomar sangre de toro.

#### Familia Moreno-Noguera y losNakulamene
Miguel Ángel y Piedad, aunque no hace muchos años que se conocen, han encontrado juntos la felicidad, pero cada uno continúa viviendo en su casa. A los hijos de ella, Raquel y Marcos, todavía les sorprende ver a la pareja tan enamorada como si fueran dos adolescentes. Por eso Raquel asegura que cuando lleguen a la tribu preferirá dormir sola a tener que soportar a su madre y a Miguel Ángel juntos por la noche. Todos están convencidos de que ganarán el premio sin problemas. Consideran que esta aventura es un capricho de Marcos y que por él, toda esta familia de Valencia se ha dejado llevar.
- Miguel Ángel. Administrativo.Aunque no es el padre de Raquel y Marcos, les quiere como si fueran su propia familia. Es el único que cree que la aventura será dificilísima y no confía en que la familia pueda soportar vivir tantos días en una tribu. Le encanta el orden y práctica el deporte y la lectura a partes iguales.
- Piedad (Edi). Administrativa.Está loca por Miguel Ángel y junto a él vive una segunda juventud. Siempre está pendiente de sus hijos y, por eso, a veces ellos la consideran bastante pesada. Es una mujer fuerte pero suele temer a todo lo que ha de hacer por primera vez. Aunque vive en un séptimo, no es capaz de asomarse a la terraza: tiene miedo a las alturas.
- Raquel. Estudiante. Es extremadamente coqueta y adora mirarse en el espejo. Raquel tiene un carácter muy fuerte y no duda en sacarlo cada vez que algo no le gusta. No soporta los bichos e insectos y no termina de entender la relación de su madre con Miguel Ángel. Incluso les tiene prohibido que se besen delante de ella.
- Marcos. Estudiante. Su mayor virtud es la ternura: es muy cariñoso y no resulta difícil convivir con él. Marcos es persistente, se considera un poco vago, detesta estudiar y no ha subido nunca a un avión. Cree que estar tantos días con su familia le cansará demasiado pero ha logrado convencer a todos de que esta aventura será espectacular.

El pueblo Nakulamene, situado en el archipiélago de las islas Vanuatu, es una de las tribus más amigables y acogedoras que pueblan el Pacífico. Construyen casas en los árboles y adoran que sus invitados se instalen en ellas durante su estancia. Se trata de una tribu llena de tabúes, secretos y prohibiciones cuyo incumplimiento ofende gravemente a toda la población. Son, además, muy sensibles al desprecio. Viven por y para su comunidad y todo lo comparten entre sí. Los Nakulamene participan diariamente en la ceremonia secreta del kava, a la que solo pueden acudir los hombres. Las mujeres de la tribu nunca han visto ni siquiera oído nada de lo que haya podido pasar en este festejo masculino. La vestimenta de los Nakulamene es muy simple: ellos tan solo llevan un pequeñísimo taparrabos hecho de hierbas y ellas se protegen con una larga falda, también fabricada con hierbas.

### Tabla de resultados
| Familia                | Residencia | Tribu      | Localización | Decisión final | Premio   |
| ---------------------- | ---------- | ---------- | ------------ | -------------- | -------- |
| Familia Segura-Romero  | Málaga     | Kamoro     | Irian Jaya   | Aceptados      | 50.000 € |
| Familia Rovira-Mezcua  | Valencia   | Hamer      | Etiopía      | Aceptados      | 50.000 € |
| Familia Moreno-Noguera | Valencia   | Nakulamené | Vanuatu      | Aceptados      | 50.000 € |

### Audiencias
| Fecha      | Características del Programa | Espectadores | Share |
| ---------- | ---------------------------- | ------------ | ----- |
| 31/01/2010 | Programa 1                   | 1 745 000    | 9,1%  |
| 07/02/2010 | Programa 2                   | 1 736 000    | 7,6%  |
| 14/02/2010 | Programa 3                   | 1 287 000    | 6,8%  |
| 21/02/2010 | Programa 4                   | 1 226 000    | 7,5%  |
| 28/02/2010 | Programa 5                   | 1 199 000    | 7,6%  |
| 07/03/2010 | Programa 6                   | 1 401 000    | 8,9%  |
| 14/03/2010 | Programa 7                   | 1 217 000    | 8,3%  |
| 21/03/2010 | Programa 8                   | 1 247 000    | 7,6%  |
| 28/03/2010 | Programa 9                   | 1 167 000    | 7,5%  |
| 04/04/2010 | Programa 10                  | 1 014 000    | 7,0%  |
| 11/04/2010 | Programa 11                  | 989.000      | 7,5%  |
| 18/04/2010 | Decisión Final / Programa 12 | 1 226 000    | 7,0%  |

- Presentadora: Nuria Roca

## Perdidos en la tribu(2012)
En la tercera temporada participaron las tribu Shiwiar de Ecuador, los Suri de Etiopía y los Tamberma de Togo, los cuales convivieron durante un mes con los Merino, los Navarro, los Berhanyer y San Sebastián respectivamente. Como en la anterior temporada, en ésta, las tres familias fueron finalmente aceptadas excepto los Berhanyer que renunciaron el nombramiento y los San Sebastián que abandonaron la tribu Tamberma. La estancia de las familias en las tribus fueron de 30 días de duración. Esta temporada cuenta con el cambio de presentadora, en este caso, es Raquel Sánchez Silva quien coge el testigo de Nuria Roca.

### Las familias y las tribus

#### Familia Merino yLos Shiwiar
Esta tribu vive en la selva amazónica. Son un pueblo muy afable y divertido. Su comida diaria consiste en una papilla llamada chicha que se elabora de una forma sorprendente: las mujeres golpean una planta de yuca, escupen sobre ella y la dejan fermentar. Solo entonces está preparada para comer. Los Shiwiar también comen monos, caimanes, tortugas y gusanos. Los hombres visten con faldas confeccionadas con paja y las mujeres se cubren los pechos con hojas de palmera. En los poblados conviven con enormes tarántulas y hay determinadas especies de hormigas cuyas picaduras pueden provocar alucinaciones y peces cuyas mordeduras puede llegar a paralizar una parte del cuerpo. Los Shiwiar son muy espirituales y supersticiosos y mantienen una estrecha relación con el medio ambiente y la naturaleza. Utilizan recursos naturales para confeccionar medicinas y para fabricar venenos con los que matar animales y poder comer.
Los Merino tampoco son una familia al uso. Marisol, la madre, está casada desde hace 16 años con Carlos. A pesar de llevar juntos tanto tiempo, Carlos no ha podido ganarse el corazón de los hijos de ella y vive en un continuo enfrentamiento en el que Marisol ejerce el papel de mediadora. Carlos es un hombre sencillo que a veces solo cuenta con el apoyo de su esposa. Diariamente se siente ignorado por los hijos de su mujer y no ha conseguido ni su afecto ni su respeto.
- Carlos. Oficial de primera. 48 años. De aspecto y carácter campechano, Carlos lleva 16 años casado con Marisol. En este tiempo y, a pesar de admitir haberlo intentado en numerosas ocasiones, no ha conseguido que los cuatro hijos de su mujer, con los que vive, le respeten. Carlos es parco en palabras, pero las pocas cosas que dice no suelen gustar a la familia. Desconfiado y algo gruñón, le gustaría desempeñar el papel de padre, pero sus esfuerzos no parecen dar ningún resultado.
- Marisol (madre). Cuidadora de ancianos. 48 años. Es una mujer tranquila, conciliadora y con un gran habilidad para empatizar con los demás. Siempre está en medio de las disputas familiares y, por mucho que lo intenta, no consigue que su marido sea respetado por sus hijos. Éste será su primer viaje al extranjero junto a su familia, por lo que para ella la aventura supone un revulsivo más en su relación.
- David. Encargado de bar de copas. 28 años. Es la persona más conciliadora y centrada de esta familia. Algo reservado y poco locuaz, su personalidad es completamente diferente a la del resto de sus hermanos, ya que tiene un carácter más serio y cauteloso.
- Víctor. Encargado de bar de copas. 27 años. Completamente desinhibido, Víctor es el centro de atención de la familia. Hablador y preocupado por estar siempre a la última moda, cuida excesivamente su imagen, suele tomar decisiones sin contar con los demás y no tiene problemas en marcar las diferencias entre él y sus hermanos.
- Cristina. Camarera. 26 años. Siempre pendiente de su aspecto físico, Cristina es una joven atractiva, que le encanta bailar y está obsesionada con su móvil. Su fuerte personalidad le convierte en una de las protagonistas de la familia y le hace chocar continuamente con su hermana pequeña y con Carlos.
- Marisol (hija). Dependienta de una tienda de lencería. 25 años. Rebelde y con carácter, es la que mantiene una peor relación con Juan Carlos y no duda en afirmar que el marido de su madre no significa nada para ella. Se declara liberal, no tiene problemas en mostrar su cuerpo y puede presumir de un gran sentido del humor.[1][N 1]

#### Familia San Sebastián yLos Tamberma
El pueblo Tamberma vive en Togo, al oeste de África. En esta tribu, la arquitectura es muy peculiar: viven en curiosas construcciones con forma de torres unidas entre sí por unas paredes que parecen de barro, pero que en realidad son de excrementos de vaca. Duermen en pequeños agujeros en lo alto de las casas, a los que tienen que acceder de espaldas, de modo defensivo. Estas construcciones fueron muy efectivas en su momento a la hora de defenderse de otras tribus dispuestas a atacarles. Además, les protegen del calor de la región y de la humedad en época de aguaceros. Maestros del barro, las cañas y las piedras, viven en una sociedad algo ruda en la que las mujeres trabajan muy duro, pero en la que no tienen ni voz ni voto. Los Tamberma fuman en pipas de calabaza y subsisten gracias a la agricultura, la caza y la pesca. Entre los alimentos que toman habitualmente se incluyen los murciélagos y en ocasiones hasta los perros, considerados para ellos casi una delicatessen. El agua es un bien sagrado y escaso con el que no se debe jugar. Por otra parte, la tribu cuenta con un chamán, la figura más parecida a un médico local: cura a través de sanciones, pero para poder realizarlas suele necesitar hacer ofrendas y sacrificios.
Se embarcarán en esta difícil aventura con alguien a quien prácticamente no conocen de nada, el nuevo novio de su hija mayor, con quien sale desde hace apenas unos meses. Antes incluso de presentárselo a sus padres, la joven ya ha decidido que viajará con ellos a la tribu. La familia nunca había visto el programa, por lo que se enfrentan a esta singular experiencia sin conocimiento alguno. Mikel es el padre, un hombre que le gusta disfrutar de su casa y de su familia. La madre, Nanda, es una mujer de rutinas que adora quedar con sus amigas y cuidar de los suyos. El antagonismo lo ponen las dos hermanas: son radicalmente opuestas. Okaritz es la pequeña de la casa, una chica sensible y coqueta a la que le gusta llevar la razón. La "oveja negra" es su hermana mayor, Eneritz. Enamoradiza, caprichosa y con un fuerte carácter está dispuesta a poner a prueba a Billy, su recién estrenado novio, para descubrir si el amor que él le profesa es tan grande como el de ella.
- Mikel. Diseñador de oficinas. 54 años. Hogareño, tranquilo y tradicional, Mikel es el cabeza de familia, aunque en realidad en casa quienes mandan son su mujer y sus hijas. Complaciente con ellas, Mikel no se enfada con facilidad, pero cuando lo hace a veces le pierden las formas. Afronta con coraje los nuevos retos que se le presenten, pero le asusta tener que mostrar su cuerpo a desconocidos, ya que es bastante vergonzoso.
- Nanda. Ama de casa. 53 años. Es una mujer de costumbres. Espontánea y muy protectora, dice siempre lo primero que se le viene a la cabeza sin pensar en las posibles consecuencias. Siempre se ha dedicado a cuidar a su marido y sus hijas, que son todo para ella. Fanática de las compras y de su aspecto, es algo miedosa y admite tener pánico a lo desconocido.
- Okaritz. Estudiante de integración social. 21 años. Sensible pero con mucho carácter, a Okaritz le gusta llevar siempre la razón. Las discusiones con su hermana mayor son una rutina a la que toda la familia ya se ha acostumbrado. Es muy coqueta, le apasionan las compras y, sobre todo, los zapatos.
- Eneritz. Comercial. 25 años. Espontánea, presumida y muy enamoradiza. Al igual que su hermana, siempre le gusta llevar la razón, pero tiene un carácter más fuerte que el de Okaritz y eso hace que choquen continuamente. Muy presumida, vive en crisis constante con Billy, su nuevo novio con el que apenas lleva saliendo unos meses.
- Billy. Opositor a bombero. 28 años. De apariencia tranquila y con una gran seguridad en sí mismo, Billy es el novio de Eneritz, a la que conoció hace poco tiempo y con la que ha decidido embarcarse esta aventura. En constante conflicto con su chica, a Billy no le resulta sencillo expresar sus sentimientos ante desconocidos y sabe que no será fácil convivir en esas circunstancias con una familia que no es la suya.

#### Familia Berhanyer,Los SuriyLos Tamberma
Juan Carlos, hijo del famoso diseñador cordobés Elio Berhanyer, lleva un año de relación con su novia Marie, una organizadora de eventos vip de origen francés 20 años más joven que él y con una fortísima personalidad. Viven en Marbella y acostumbran a codearse con la alta sociedad, pero no les asusta dejar atrás el lujo y la abundancia para conocer una cultura completamente opuesta a la suya. Le acompañan en la aventura el hijo de Juan Carlos, Elio, y su novia, Lyz. Aunque aseguran que no tienen apenas roces, nunca han convivido juntos durante 24 horas. Para los Bernhanyer, 'Perdidos en la tribu' es su mejor oportunidad para conocer algo completamente nuevo y de poner a prueba su capacidad para dejar atrás un mundo radicalmente distinto al que van a descubrir. Sin embargo la convivencia no será sencilla: el fuerte carácter de Marie promete hacer de esta aventura una experiencia muy especial.
Los miembros de la familia
- Juan Carlos. Marchante de arte. 55 años. Exclusivo, aventurero y carismático, está completamente enamorado de su novia, Marie, de la que admira su juventud y vitalidad y con la que vive desde hace apenas año y medio. Juan Carlos es exigente, estricto con todo lo que se propone y algo orgulloso. Se considera un gran comunicador y, tras su atenta y amable forma de comportarse, esconde un fuerte carácter.
- Marie. Organizadora de eventos vip. 34 años. Marie es una mujer con un carácter impulsivo y una fuerte personalidad. Tiene muy claro lo que quiere en la vida y se ha enamorado de un hombre, Juan Carlos, del que le gusta todo. Marie es una mujer muy especial que no deja indiferente a nadie y que desde el primer momento provoca amor u odio. 'Perdidos en la tribu' es la oportunidad para abandonar su vida de lujo y comodidades y demostrarse a sí misma hasta dónde puede llegar en un reto como éste.
- Elio. Técnico musical. 28 años. Aventurero y curioso, Elio es el hijo de Juan Carlos. Inquieto y con aspiraciones en la vida, le gusta hacer cosas muy diferentes. Aunque le cueste admitirlo, tiene grandes dotes de liderazgo e incluso sin provocarlo consigue que en todo momento su entorno tenga muy en cuenta su opinión. Le gustan las mujeres femeninas y elegantes y se siente afortunado por poder vivir una aventura como 'Perdidos en la tribu' con la mujer de la que está enamorado, su novia Lyz.
- Lyz. Estudiante de odontología. 26 años. Pese a su aspecto dulce y frágil, Lyz, la novia de Elio, es una mujer con una fuerte personalidad. Celosa y algo orgullosa, cuando se enfada no suele resultarle sencillo pedir perdón. Aspira a conseguir un gran reconocimiento profesional y es exigente con ella misma y con los que le rodean. Está muy enamorada de Elio y sabe que su paso por la tribu conseguirá reforzar todavía más los lazos que les unen.

#### Familia Navarro yLos Suri
Son originarios del sudoeste de Etiopía (África) y considerados como una de las tribus guerreras más agresivas de la región. Viven en pequeñas chozas, generalmente fabricadas con ramas. Se dedican principalmente al pastoreo y se alimentan de leche de vaca, carne y de los cereales que cultivan. En lo que respecta a sus costumbres alimenticias, la tradición dicta que el hombre coma primero todo lo que pueda y quiera. Después, y respetando la jerarquía, las mujeres y los niños pueden comer lo que ha quedado. Los Suri mantienen con orgullo sus tradiciones, entre las que se encuentran los extraordinarios platos algunos pueden llegar a medir hasta 40 centímetros de diámetro- que lucen las mujeres en los labios y orejas, una vez dilatadas estas zonas del cuerpo. Estos platos reflejan el poder de quien los lleva y les permite obtener una dote matrimonial más importante. Esta tribu práctica la poligamia y son muy sensibles al arte, que muestran en pequeños ornamentos o a través de su cuerpo: les gusta grabar dibujos realizados con cicatrices en su propia piel, llevar pinturas corporales o adornarse con anillos, brazaletes o cinturones, entre otros objetos. Uno de sus ritos más característicos es el llamado Donga: después de la cosecha, los jóvenes se reúnen para una serie de luchas violentas con bastones que simbolizan la masculinidad, la rivalidad personal, el prestigio o la búsqueda de una esposa.
- José, 51 años. Es el padre de familia de los Navarro y trabaja como técnico de bingo. Nervioso y muy hablador, le gusta mucho bromear y apenas tiene sentido del ridículo. Es un hombre muy religioso y un gran protector con los suyos. Le gusta tanto su tierra que apenas ha salido de ella. Viaja a la tribu con la intención de volver a enamorar a su mujer, ya que actualmente están pasando por una crisis y siente que la está perdiendo.
- Isabel, 49 años. Divertida y algo nerviosa, necesita encontrarse y dar un giro completamente a su vida. Desde hace un tiempo no se siente tan a gusto con su marido y a veces le saca de quicio. Su sed de aventura es tan grande que no le importa el riesgo que deba asumir. Presumida como su hija, es afable y muy cercana. Eso sí, cuando se molesta sus enfados no pasan desapercibidos.
- Chabeli, 24 años. Su físico imponente le ha llevado a ejercer como modelo, pero en los últimos tiempos trabaja en un bar debido a los celos de su novio. Preocupada siempre por su imagen, sería incapaz de salir a la calle sin sus extensiones, sus uñas postizas o la permanente de sus pestañas. Sensible y bastante cabezota, Chabeli se sube por primera vez a un avión y tendrá sus primeros contactos con los insectos y otros animales que le aterran.
- Antonio, 20 años. De imagen más informal que su hermana, adora los juegos de rol por Internet y se pasa el día delante del ordenador. Toca la guitarra y es un gran aficionado a la fotografía. Aunque no se altera con facilidad, su hermana puede llegar a sacarle de sus casillas. Desde su punto de vista, ella es la más débil de la familia y está seguro que le resultará gracioso verla adaptarse a las costumbres de la tribu.

### Tabla de resultados
| Familia               | Residencia | Tribu                                                                                  | Localización | Decisión final | Premio  |
| --------------------- | ---------- | -------------------------------------------------------------------------------------- | ------------ | -------------- | ------- |
| Familia Merino        | León       | Shiwiar                                                                                | Ecuador      | Aceptados      | 75.000€ |
| Familia San Sebastián | Bilbao     | Tamberma                                                                               | Togo         | Abandonaron    | 0€      |
| Familia Berhanyer     | Marbella   | En el caso de la Familia Berhanyer, pertenecieron a dos tribus: Suri y Tamberma (Togo) | Etiopía      | No aceptados   | 0€      |
| Familia Navarro       | Sevilla    | En el caso de la Familia Berhanyer, pertenecieron a dos tribus: Suri y Tamberma (Togo) | Etiopía      | Aceptados      | 75.000€ |

### Audiencias
| Fecha      | Características del Programa | Espectadores | Share |
| ---------- | ---------------------------- | ------------ | ----- |
| 18/04/2012 | Programa 1                   | 1 550 000    | 8,5%  |
| 25/04/2012 | Programa 2                   | 1 190 000    | 8,9%  |
| 02/05/2012 | Programa 3                   | 1 241 000    | 7,0%  |
| 09/05/2012 | Programa 4                   | 1 677 000    | 11,1% |
| 16/05/2012 | Programa 5                   | 1 464 000    | 8,2%  |
| 23/05/2012 | Programa 6                   | 1 377 000    | 8,1%  |
| 29/05/2012 | Programa 7                   | 1 252 000    | 6,8%  |
| 05/06/2012 | Programa 8                   | 1 410 000    | 7,8%  |
| 12/06/2012 | Programa 9                   | 1 274 000    | 7,2%  |
| 19/06/2012 | Decisión Final / Programa 10 | 1 145 000    | 7,6%  |

- Presentadora: Raquel Sánchez Silva

## Audiencia media de todas las ediciones
| Edición                               | Fecha | Cadena | Espectadores | Cuota |
| ------------------------------------- | ----- | ------ | ------------ | ----- |
| Perdidos en la tribu: Primera edición | 2009  | Cuatro | 2.155.000    | 13,5% |
| Perdidos en la tribu: Segunda edición | 2010  | Cuatro | 1.288.000    | 7,7%  |
| Perdidos en la tribu: Tercera edición | 2012  | Cuatro | 1.358.000    | 8,1%  |

## Versiones extranjeras
El formato de televisión enteramente creado en España ha sido exportado en cuatro países en el mundo.
| País      | Nombre               | Estreno             | Presentador(es)   | Temp. | Cadena |
| --------- | -------------------- | ------------------- | ----------------- | ----- | ------ |
| Portugal  | Perdidos na Tribo    | 8 de mayo de 2011   | Leonor Poeiras    | 1     | TVI    |
| Brasil    | Perdidos na Tribo    | 13 de abril de 2012 | Débora Vilalba    | 1     | Band   |
| Argentina | Perdidos en la tribu | 23 de abril de 2012 | Mariano Peluffo   | 1     | Telefe |
| Chile     | Perdidos en la tribu | 8 de enero de 2013  | Katherine Salosny | 1     | TVN    |